# De Rokade (Groningen)
De Rokade is een woontoren in de Nederlandse stad Groningen. De toren is voltooid in 2007. 

## Beschrijving
De Rokade staat aan de noordelijke toegang tot de wijk Hoornse Meer. Het gebouw, dat werd ontworpen door het Amsterdamse architectenbureau Arons & Gelauff, behoort met 21 verdiepingen en een hoogte van 63 meter tot de tien hoogste gebouwen van Groningen.
De Rokade was een van de eerste zichtbare resultaten van de in 2003 gehouden manifestatie De Intense Stad, waarmee het toenmalige bestuur van de gemeente Groningen zijn streven demonstreerde om de stad "compact" te houden door verdichting van de wijken direct rond het stadscentrum. Dit werd noodzakelijk geacht om ondanks een dalende gemiddelde woningbezetting het bestaande voorzieningenniveau te kunnen handhaven.
De plattegrond van de Rokade heeft de vorm van een kruis. De binnenzijden daarvan zijn grotendeels in glas uitgevoerd; de buitenzijden, die ronde ramen van verschillende formaten bevatten, in witte baksteen. Op de begane grond van de Rokade zijn bedrijfsruimtes gevestigd. De eerste en tweede etage worden benut voor parkeerplaatsen, die met een autolift zijn te bereiken. Ook bevinden zich daar de bergingen van de bewoners. De L-vormige appartementen, vier per bouwlaag, bevinden zich op de hogere verdiepingen. De hoogste etage bestaat uit twee penthouses.
De bewoners van de Rokade, die werd gebouwd voor "jongere ouderen", hebben via een eigen verbinding toegang tot de faciliteiten van het nabijgelegen verpleeghuis Maartenshof.